# Colonia Aden
Colonia Aden (în limba arabă: مستعمرة عدن, Mustaʿmarat ʿAdan) a fost o colonie a Coroanei britanice din 1937 până în 1963. Colonia a fost formată din portul maritim și orașul Aden și zona imediat înconjurătoare. Mai înainte de 1937, zona celor 121 km² ai coloniei a fost guvernată de „președinția din Bombay” a Indiei Britanice și a fost cunoscută și ca Așezarea Aden.
Pe 18 ianuarie 1963, colonia a fost proclamată "Statul Aden" (ولاية عدن Wilāyat ʿAdan) în noua Federație a Arabiei de Sud. La rândul ei, federația s-a transformat în Republica Populară a Yemenului de Sud pe 30 noiembrie 1967.  Hinterlandul Coloniei Aden a fost cunoscut ca „Protectoratul Aden”.